# Henryk Sienkiewicz
Henryk Adam Aleksander Pius Sienkiewicz (5 tháng 5 năm 1846 - 15 tháng 11 năm 1916) là nhà văn Ba Lan đoạt giải Nobel Văn học năm 1905. Ông thường ký dưới các tác phẩm của mình bằng bút hiệu Litwos.

## Tiểu sử
Henryk Adam Alexandr Sienkiewicz là con trai một địa chủ quý tộc nghèo sống ở nông thôn. Đến tuổi đi học, do ảnh hưởng của các biến động trong nền kinh tế, gia đình chuyển về Warszawa. Học xong trường gymnazy năm 1870, ông vào học Đại học Warszawa, lúc đầu học luật và y khoa, sau chuyển sang văn và sử. Sienkiewicz là cộng tác viên thường xuyên của các báo Przegląd Tygodniowy, Gazeta Polska, Niwa, Słowo và bắt đầu gây được sự chú ý với tiểu thuyết Namarne (Phí hoài, 1871), các truyện ngắn Stary sluga (Người đầy tớ già, 1875), Hania (1876), đồng thời ông cũng trở thành một nhà báo được thừa nhận tài năng. Năm 1876, tờ Gazeta Polska cấp tiền cho Sienkiewicz đi Mỹ với điều kiện đổi lại là ông phải viết một loạt bài về Hoa Kỳ; ở đây ông tham gia vào những thử nghiệm xây dựng trại xã hội chủ nghĩa không thành ở Anahaim (gần Los Angeles). Từ 1878 ông trở về châu Âu, đi nhiều nước, viết báo, viết văn và diễn thuyết. Năm 1879, Sienkiewicz trở thành chủ bút một tờ nhật báo mới ở Ba Lan; ba lần lấy vợ; vợ đầu có hai con nhưng chết sớm. Sau khi về Ba Lan, Sienkiewicz bắt đầu sáng tác những tác phẩm dài hơi và nổi tiếng với bộ ba tiểu thuyết Potop (Trận hồng thủy), Pan Wolodyjowski (Ngài Wolodyjowski), Ogniem i mieczem (Bằng lửa và gươm) - viết về các sự kiện diễn ra hồi thế kỉ 17 trong thời gian chiến tranh giữa người Ba Lan với người Kazakh, với người Thụy Điển và với người Thổ Nhĩ Kỳ. Sau đó Sienkiewicz viết hai tiểu thuyết về cuộc sống hiện đại là Bez dogmatu (Không có giáo điều) và Rodzina Polaniekich (Gia đình Polaniecki), còn vào những năm 1895-1896 - tiểu thuyết Quo vadis nói về cuộc sống dưới triều đại của hoàng đế Nero thời cổ La Mã đã mang lại danh tiếng thế giới cho ông.
Năm 1900, Henryk Sienkiewicz được những người hâm mộ quyên tiền đủ để mua một trang trại nhỏ và tổ chức sinh nhật rầm rộ. Năm 1905 ông được trao giải Nobel vì những đóng góp xuất sắc trong lĩnh vực sử thi, mà cụ thể là tiểu thuyết Quo vadis viết về cuộc đấu tranh của những người Thiên Chúa giáo với Nero. Khi Chiến tranh thế giới thứ nhất nổ ra, Sienkiewicz rời quê sang sống ở nước Thụy Sĩ trung lập, làm việc trong tổ chức Hồng thập tự Ba Lan. Năm 1916 ông mất ở Vevey, tám năm sau thi hài của ông được chuyển về Warszawa và an táng trong nhà thờ.

## Tác phẩm
- Na marne (Phí hoài, 1871), tiểu thuyết
- Humoreski z teki Worszylly (Tiểu phẩm hài trong cặp Worszylly, 1872), tập truyện
- Stary sluga (Người đầy tớ già, 1875), truyện ngắn
- Hania (1876), truyện vừa
- Szkice weglem (Những phác họa bằng than, 1877), truyện ngắn
- Janko muzykant (Janko - nhạc công, 1879), truyện ngắn
- Latarnik (Người gác đèn biển, 1882), truyện ngắn
- Listy z podrozy do Ameryki (Những bức thư trên đường sang Mỹ, 1882), tập phóng sự
- Bartex - zwyciezca (Bartex - người chiến thắng, 1882), truyện vừa
- Sachem (1883), truyện ngắn
- Ogniem i mieczem (Bằng Lửa và Gươm, 1884), tiểu thuyết
- Potop (Trận hồng thủy, 1886), tiểu thuyết
- Pan Wolodyjowski (Ngài Wolodyjowski, 1888), tiểu thuyết
- Bez dogmatu (Không có giáo điều, 1891), tiểu thuyết
- Quo Vadis (1894-1896), tiểu thuyết
- Rodzina Polaniekich (Gia đình Polaniecki, 1895), tiểu thuyết
- Krzyzacy (Hiệp sĩ Thánh chiến , 1900), tiểu thuyết
- Na polu chwaly (Trên trường vinh quang, 1906), tiểu thuyết
- Wiry (Vòng xoáy, 1910), tiểu thuyết
- W pustyni i w puszczy (Trên sa mạc và trong rừng thẳm, 1912), tiểu thuyết

## Phim chuyển thể
Nhiều tác phẩm của ông được chuyển thể thành phim, nổi bật nhất là phim Hiệp sĩ Thập tự (hay Hiệp sĩ) năm 1960, được đề cử giải Oscar phim tiếng nước ngoài hay nhất và lập kỷ lục về số lượt người xem ở Ba Lan (32.315.695 người). Xếp thứ hai và ba số lượt người xem là phim Trên sa mạc và trong rừng thẳm bản 1973 (30.989.874 người) và phim Trận đại hồng thủy (Potop), năm 1974 thu hút 27.615.921 người xem cũng là những phim chuyển thể từ tiểu thuyết của ông. Phim Bằng lửa và gươm năm 1999 cũng đứng đầu danh sách các phim ăn khách nhất tính theo năm trong bảng danh sách liệt kê từ năm 1989 khi thay đổi chế độ, với 7.151.354 lượt xem năm 1999.
Tiểu thuyết Quo Vadis được dựng thành một số phim trong đó phim Quo Vadis nổi tiếng của điện ảnh Mỹ, sau đó là bản phim truyền hình của Ý năm 1985 và Ba Lan năm 2001.